# Wimie Wilhelm
Wimie Wilhelm, nombre de nacimiento Wilhelmina Johanna Berndina Wilhelm (Ámsterdam, 21 de agosto de 1961- 16 de septiembre de 2023), fue una actriz y directora neerlandesa.

## Biografía
Actuó con Noord Nederlands Toneel, Orkater y Het Nationale Toneel. Apareció en varias series de televisión, como la serie policial Baantjer y también dirigió a Eva Crutzen, Richard Groenendijk, Brigitte Kaandorp y Rayen Panday.
Falleció a los 62 años, de cáncer en Ámsterdam.

## Filmografía
- 1992, Niemand de deur uit!
- 1994,  Madelief
- 1995, Antonia's Line
- 1998,  Baantjer
- 1999,  Missing Link
- 1999,  Little Crumb
- 2000, Blauw blauw
- 2006, La lista negra
- 2005, Gigoló por accidente en Europa
- 2009, Nada personal
- 2012, Koen Kampioen
- 2023, Ferry la serie